# Anna Váchalová
Anna Váchalová (13. ledna 1932 Kout na Šumavě – 22. března 2024 Kout na Šumavě) byla česká aktivistka organizací osob se zdravotním postižením a politička, v 90. letech 20. století poslankyně České národní rady a Poslanecké sněmovny za Komunistickou stranu Československa, KSČM, později za Levý blok.

## Biografie
Když byla Anna miminko, uřízla ji její maminka při záchvatu laktační psychózy obě ruce v zápěstí a její starší sestře Libušce uřízla jednu ruku do poloviny, druhou skoro celou. Se svojí sestrou vyrůstaly v Jedličkově ústavu.
Zažila i další krizové situace v podobě chorob a utrpení se svými třemi manželi. Po úrazu jí zemřela dcera a zeť. Od 70. let 20. století se angažovala ve Svazu invalidů, kde se postupně stala předsedkyní jeho okresní organizace na Domažlicku a Klatovsku. Pracovala v sociálních a zdravotních komisích na úrovni MěNV Domažlice a KNV Plzeň. Krátce před sametovou revolucí se stala v roce 1989 předsedkyní Ústředního výboru Svazu invalidů v České socialistické republice. Ve funkci se udržela i po sametové revoluci na sjezdu Svazu invalidů v prosinci 1989.
V únoru 1990 zasedla v České národní radě v rámci procesu kooptace do ČNR jako poslankyně za KSČ. Mandát obhájila ve svobodných volbách v roce 1990 za KSČ (respektive za její českou část KSČM). Opětovně byla do ČNR zvolena ve volbách v roce 1992, nyní za koalici Levý blok, kterou tvořila KSČM a menší levicové skupiny (volební obvod Západočeský kraj). Zasedala ve výboru pro sociální politiku a zdravotnictví.
Od vzniku samostatné České republiky v lednu 1993 byla ČNR transformována na Poslaneckou sněmovnu Parlamentu České republiky. Během volebního období 1992–1996 přešla do strany Levý blok (skupina reformní levice, která po rozpadu koalice Levý blok přijala název této střechové platformy a v Parlamentu působila nezávisle na KSČM). V sněmovních volbách v roce 1996 neúspěšně kandidovala za Levý blok.
I po odchodu z Poslanecké sněmovny pokračovala v aktivitách ve sdružení osob se zdravotním postižením. Dlouhodobě byla aktivní v komunální politice. V komunálních volbách roku 1998 a komunálních volbách roku 2002 byla zvolena do zastupitelstva obce Kout na Šumavě, v roce 1998 jako bezpartijní, roku 2002 jako členka KSČM. Profesně uváděna jako důchodkyně.

## Vyznamenání
- Vyznamenání Za zásluhy o výstavbu, č. matriky 32459, rok 1989